# لیفورد
لیفورد (به انگلیسی: Lifford) یک منطقهٔ مسکونی در ایرلند است که در شهرستان دانیگول واقع شده‌است. لیفورد ۱٬۶۵۸ نفر جمعیت دارد و ۶ متر بالاتر از سطح دریا واقع شده‌است.